# Beatriz González (Conquista de México)
Beatriz González fue una exploradora y médico militar española durante la Conquista de México. Fue mencionada por Francisco Cervantes de Salazar en su crónica de la conquista.

## Biografía
Junto a su marido Benito de Cuenca, probablemente naturales ambos de Jerez de la Frontera, González se unió a la compañía de Hernán Cortés tras llegar a México con Pánfilo de Narváez en 1520. Integrante de las enfermeras y mujeres soldado mandadas por Isabel Rodríguez, se desempeñó de manera especialmente reconocida en el asedio de Tenochtitlan, así como en la conquista del área del río Pánuco.
Por estos logros se le concedió una encomienda en Pánuco a ella y su esposo en 1523, aunque se vieron obligados a solicitar un subsidio de la Corona, que les fue concedido, debido a la escasa producitividad inicial de las tierras. Reparado esto, De Cuenca fue nombrado alcalde en 1536, y González y él tuvieron dos hijos.